# RIZA
Het RIZA was het acroniem voor onderdelen van de Nederlandse Rijksdienst voor het onderzoek en de advisering op het gebied van het waterbeheer:
- Rijksinstituut voor de Zuivering van Afvalwater (1933-1985)
- Hoofdafdeling RIZA van de Dienst Binnenwateren/RIZA (1985-1991)
- Rijksinstituut voor Integraal Zoetwaterbeheer en Afvalwaterbehandeling (1991-2007)

Het instituut is in 2007 opgegaan in de Waterdienst van de Rijkswaterstaat.  

## Geschiedenis van de organisatie
Vanaf 1920 werd binnen de Rijksdienst gewerkt aan de opbouw van kennis op het gebied van het zuiveren van afvalwater. Deze kennis werd binnen het Ministerie van Landbouw, Nijverheid en Handel ondergebracht in een Instituut voor Zuivering van Afvalwater.

#### Instituut voor Zuivering van Afvalwater
Het instituut is opgericht op 30 juli 1920 met een heel beperkte bezetting: 3 ingenieurs, 1 bureauchef, 1 bureelambtenaar der 2e klasse en in het laboratorium 1 hoofdassistent, 2 analisten en 1 amanuensis. De leiding lag in handen van ir. H.J.N.H. Kessener. In de instellingsbeschikking stond:
"Het Instituut heeft ten doel de waterverontreiniging te bestrijden en te voorkomen en wel door het verrichten van onderzoekingen zowel aan het Instituut zelf als aan proefinstallaties elders en door andere werkzaamheden, die ten dezen door Onze Minister van Landbouw, Nijverheid en Handel, voor zover nodig in overleg met Onze Minister van Arbeid, dienstig worden geacht."
Het Instituut was gevestigd in Den Haag. Kessener ontwikkelde als methode van afvalwaterbehandeling de "geactiveerde slibmethodiek", waarbij een draaiende langwerpige en ronde borstel lucht in het afvalwater brengt. Een van de ingenieurs (ir. Hopmans) wordt in Groningen gedetacheerd vanwege de enorme watervervuiling door de aardappelmeel- en strokarton-industrie. 
Later is naast de advisering over de meest doelmatige zuiveringsinstallaties ook de vervuiling van beken (in Limburg door de kolenwinning en in de Achterhoek door de papier- en textielindustrie) een belangrijk terrein van onderzoek.
In 1922 ging het Instituut over naar het Ministerie van Arbeid, Handel en Nijverheid en in 1933 naar het Ministerie van Sociale Zaken. Bij de laatste overgang werd het instituut formeel Rijksinstituut.

#### Rijksinstituut voor Zuivering van Afvalwater
In 1946 werd het RIZA  eerst ondergebracht bij  het Ministerie van Openbare Werken en Wederopbouw en een jaar later bij het nieuw opgerichte Ministerie van Verkeer en Waterstaat. De verantwoordelijkheid voor het RIZA werd binnen het ministerie gelegd bij de directeur-generaal van de Rijkswaterstaat, maar de dienst bleef tot 1971 een aparte eenheid buiten de Rijkswaterstaat. 
In 1947 had het RIZA 20 medewerkers.
Een aspect waar het RIZA mee te maken kreeg was tuberculose; uit buitenlandse onderzoekingen bleek dat in het afvalwater van sanatoria tuberkel bacillen werden aangetroffen. Het instituut breidde zijn werkzaamheden uit naar bacteriologische verontreiniging. Eind 1949 waren er in Nederland 43 rioolwaterzuiveringen (RWZIs) operationeel: 23 met uitsluitend bezinking, 10 met bovendien slibbehandeling en nog eens 10 met biologische filtratie. In Brabant was één vloeiveld voor het communale rioolwater. Verder waren er 13 installaties bij kazernes en kampementen, 9 bij ziekenhuizen en sanatoria, 13 bij industrieën en 8 bij gemeentelijke slachthuizen. In totaal 87 RWZI's. Er waren plannen voor 128 nieuwe installaties in voorbereiding. Alleen Friesland deed nog niet aan zuivering omdat daar voldoende schoon water was.
Ook internationaal was het RIZA actief: in 1952 werd voor het eerst gezamenlijk met Zwitserland, Frankrijk en Duitsland een systematisch onderzoek naar de verontreiniging van de Rijn gestart. Vrij kort daarna wordt de Internationale Commissie ter Bescherming van de Rijn tegen Verontreiniging (IRC) door de vijf aan de Rijn liggende staten ingesteld. Het RIZA kreeg in de commissie een belangrijke taak.
In 1955 werd een laboratorium van het RIZA in Sappemeer opgericht. Dr. Kamps deed onderzoek naar het "zelfreinigend vermogen" van het Eems-Dollard estuarium. In die tijd werd lozing van het veenkoloniaal afvalwater op zee als een serieuze oplossing overwogen.
In 1959 betrok het RIZA een nieuw gebouw in Voorburg (Westeinde 3a). Een schatting in 1960 van de noodzakelijke kosten van de sanering van de openbare wateren bedroeg ten minste ƒ 700 miljoen, met als jaarlijkse onderhoudskosten van zuiveringsinstallatie nog zeker ƒ 100 miljoen per jaar. Hoewel er al in die jaren gewerkt werd aan het wettelijk regelen van de bestrijding van de waterverontreiniging duurde het tot 1970 voor de Wet Verontreiniging Oppervlaktewateren in het Staatsblad verscheen. Het RIZA kreeg in de wet een formele adviestaak. In de jaren daarna groeide het RIZA sterk.
Op 1 februari 1971 werd het RIZA (tegelijk met de Dienst der Zuiderzeewerken) formeel een dienst van de Rijkswaterstaat. Feitelijk fungeerde de dienst al sedert 1947 als zodanig.
Het RIZA opende drijvende meetstations in Lobith en Eijsden om de waterkwaliteit van het binnenkomende rivierwater van Rijn en Maas permanent te kunnen meten. De groei van de dienst maakte het zoeken van een nieuwe huisvesting urgent. In 1974 viel het besluit dat het RIZA - in het kader van de spreiding van rijksdiensten - in 1975 naar Lelystad zou verhuizen. In 1980 had het RIZA 220 medewerkers.
Met het aflopen van de Deltawerken en het opheffen van de Deltadienst werden de onderzoekstaken van de Rijkswaterstaat in de sector water opnieuw herverkaveld in het project Drieluik Waterhuishouding. Vanwege de introductie van het begrip integraal waterbeheer in de aanloop naar de Derde Nota Waterhuishouding werd een gescheiden aanpak van de waterkwaliteit (RIZA) en de waterkwantiteit (Directie Waterhuishouding en Waterbeweging) niet langer verantwoord geacht. De taken van beide diensten werden met die van de nog resterende studiediensten samengevoegd en verdeeld naar "zout" en "zoet", naar een Dienst Getijdewateren en een Dienst Binnenwateren/RIZA. 

#### Dienst Binnenwateren/RIZA
De toevoeging RIZA aan de naam werd gemotiveerd vanwege de wettelijke adviestaak die in de Wet Verontreiniging Oppervlaktewateren was weggelegd voor het RIZA. Dit RIZA werd een hoofdafdeling binnen de nieuwe dienst.  Het hoofdkantoor van de Dienst Binnenwateren/RIZA bleef gevestigd in Lelystad. De hoofdtaak van de nieuwe dienst werd:
"De technisch-wetenschappelijke ondersteuning van de waterhuishouding door middel van een fysisch-ecologisch geïntegreerde aanpak van adviezen op basis van onderzoek, waarbij de volgende disciplines aan de orde komen: waterloopkunde, waterverdeling, hydrologie, morfologie, hydrometrie, aquatische ecologie, biologie, chemie, toxicologie e.d."
De naam van de dienst bleef de gemoederen bezighouden. Dankzij enige creativiteit kon op 1 januari 1991 weer gewoon van RIZA gesproken worden, nu stond het echter voor:

#### Rijksinstituut voor Integraal Zoetwaterbeheer en Afvalwaterbehandeling
Doordat het RIZA het gehele (zoete) waterbeheer voor haar rekening nam werd de berichteninformatie voor rivierafvoeren in Lelystad geconcentreerd. Met name bij de hoogwaters van 1993 en 1995 stond deze berichtgeving vol in de media-aandacht. Ook bij de daaropvolgende discussies over de maatgevende hoge rivierafvoeren naar aanleiding van de beide Commissies Boertien speelde het RIZA een belangrijke rol.
De Commissie Wijffels bracht advies uit over de "Grote Technologische Instituten", en adviseerde concentratie van de kennisfunctie binnen de Rijkswaterstaat met WL-Delft Hydraulics, GeoDelft en delen van TNO-Bouw en Ondergrond in een nieuw instituut Deltares.  Als gevolg hiervan werd het Rijksinstituut voor Integraal Zoetwaterbeheer en Afvalwaterverwerking in 2007 opgeheven. De opdrachtgeversrol die bij de Rijkswaterstaat bleef werd ondergebracht in de Waterdienst.

#### Rijkswaterstaat Waterdienst
De Waterdienst heeft als landelijke dienst van de Rijkswaterstaat bestaan van 2007 tot april 2013 en is ontstaan uit de na de implementatie van de adviezen van de Commissie Wijffels overblijvende delen van het RIZA, het Rijksinstituut voor Kust en Zee en (voor zover betrekking hebbend op het aspect water) van de Dienst Weg- en Waterbouwkunde.
De Waterdienst werkte binnen Rijkswaterstaat door de inzet van kennis en expertise aan een betrouwbaar, schoon en veilig hoofdwatersysteem in Nederland. De adviseurs en projectleiders van de Waterdienst waren actief betrokken bij zowel landelijke als regionale projecten en leveren kennis en expertise voor de waterprojecten van Rijkswaterstaat. De Waterdienst had de brugfunctie tussen beleid, beheer, uitvoering, toezicht en kennis op watergebied. 
Bij de reorganisatie van de Rijkswaterstaat ging de Waterdienst  per 2 april 2013 samen met de Dienst Verkeer en Scheepvaart op in de nieuwe landelijke dienst RWS Water, Verkeer en Leefomgeving.